# 设计收敛
设计收敛（英語：Design closure）是集成电路设计过程中，反复设计、调整设计细节，以使目标电路逐渐满足一系列设计约束的过程。集成电路设计的每个步骤（例如静态时序分析、布局、布线等）都是极其复杂的过程，并形成了若干专门的学科进行研究。